# Де Бёс, Дет
А́нна Мари́я Бернаде́тт (Дет) де Бёс (нидерл. Anna Maria Bernadette (Det) de Beus, 18 февраля 1958, Утрехт — 21 июля 2013, Хорн, Северная Голландия) — нидерландская хоккеистка (хоккей на траве), олимпийская чемпионка 1984 года, бронзовый призёр летних Олимпийских игр 1988 года, трёхкратная чемпионка мира 1978, 1983 и 1986 годов, серебряный призёр чемпионата мира 1981 года, двукратная чемпионка Европы 1984 и 1987 годов.

## Биография
Дет де Бёс родилась 18 февраля 1958 года в нидерландском городе Утрехт.
Играла в хоккей на траве за «Эйндховенсе» на позиции вратаря. Была известна своей нелюбовью к вратарской экипировке, предпочитая обтягивающий костюм.
Трижды выигрывала чемпионат мира — в 1978 году в Мадриде, в 1983 году в Куала-Лумпуре, в 1986 году в Амстелвене. Кроме того, на её счету серебро чемпионата мира 1981 года в Буэнос-Айресе. В 1979 году вместе со сборной Нидерландов она выиграла чемпионат мира под эгидой IFWHA.
Дважды становилась чемпионкой Европы — в 1984 году в Лилле и в 1987 году в Лондоне. В финальном матче чемпионата Европы 1987 года против сборной Великобритании (2:2, пенальти 3:1) отразила три 7-метровых штрафных удара.
В 1984 году вошла в состав женской сборной Нидерландов по хоккею на траве на летних Олимпийских играх в Лос-Анджелесе и завоевала золотую медаль. Играла на позиции вратаря, провела 5 матчей.
В 1986 году была госпитализирована из-за разрыва сердечной мышцы, но вскоре вернулась в хоккей и не пропустила чемпионат мира.
В 1987 году завоевала золотую медаль Трофея чемпионов.
В 1984 году вошла в состав женской сборной Нидерландов по хоккею на траве на летних Олимпийских играх в Сеуле и завоевала бронзовую медаль. Играла на позиции вратаря, провела 4 матча.
В 1978—1988 годах провела за сборную Нидерландов 105 матчей. 
По завершении спортивной карьеры работала менеджером, в том числе Государственного музея в Амстердаме, исполняла обязанности президента Федерации катания на роликовых коньках Нидерландов, была руководителем центра реабилитации тюленей.
Умерла 21 июля 2013 года в нидерландском городе Энкхёйзен от рака.